# Microserica
Microserica är ett släkte av skalbaggar. Microserica ingår i familjen Melolonthidae.

## Dottertaxa tillMicroserica, i alfabetisk ordning[1]
- Microserica abbreviata
- Microserica affinis
- Microserica agraria
- Microserica arorogensis
- Microserica arunensis
- Microserica balabacensis
- Microserica balbalana
- Microserica batoensis
- Microserica beccarii
- Microserica benomensis
- Microserica bhutanensis
- Microserica biapoensis
- Microserica bifasciata
- Microserica binaluana
- Microserica bisignata
- Microserica calapana
- Microserica cechovskyi
- Microserica cognata
- Microserica compressipes
- Microserica confusa
- Microserica corporaali
- Microserica crenatostriata
- Microserica dansalana
- Microserica difficilis
- Microserica diversicornis
- Microserica dohertyi
- Microserica dohrni
- Microserica duplosetosa
- Microserica elegans
- Microserica eximia
- Microserica fairmairei
- Microserica fascigera
- Microserica fascipennis
- Microserica feae
- Microserica fenestrata
- Microserica flaveola
- Microserica flavoviridis
- Microserica fugax
- Microserica fukiensis
- Microserica fulvovittata
- Microserica gandakiensis
- Microserica geberbauer
- Microserica globulosa
- Microserica guamensis
- Microserica hainana
- Microserica hastata
- Microserica heptaphylla
- Microserica hexaphylla
- Microserica hispidula
- Microserica hiulca
- Microserica hobokoana
- Microserica humilis
- Microserica imitatrix
- Microserica interrogator
- Microserica iridicolor
- Microserica kannegieteri
- Microserica kolambugana
- Microserica kurseongana
- Microserica lampungensis
- Microserica larutensis
- Microserica latefemorata
- Microserica liangensis
- Microserica limbata
- Microserica lineata
- Microserica lineatipennis
- Microserica lineolata
- Microserica lucens
- Microserica lugens
- Microserica lugundriensis
- Microserica macrophylla
- Microserica magnifica
- Microserica malaccensis
- Microserica marginata
- Microserica marginipennis
- Microserica martensi
- Microserica martini
- Microserica mindoroana
- Microserica minuscula
- Microserica modiglianii
- Microserica moultoni
- Microserica mutabilis
- Microserica myagdiana
- Microserica neglecta
- Microserica negrosiana
- Microserica nicobarensis
- Microserica nigra
- Microserica nigriceps
- Microserica nigrolineata
- Microserica nigropicta
- Microserica nigrosuturata
- Microserica nigrovittata
- Microserica nitidipyga
- Microserica nuda
- Microserica obscurella
- Microserica oceana
- Microserica opalina
- Microserica ornata
- Microserica palawana
- Microserica panayana
- Microserica panzona
- Microserica pedongensis
- Microserica pentaphylla
- Microserica perdix
- Microserica phanrangensis
- Microserica pisangana
- Microserica pleophylla
- Microserica poggii
- Microserica pontianakana
- Microserica pruinosa
- Microserica pyrrhopoecila
- Microserica quadrimaculata
- Microserica quadripustulata
- Microserica quateorum
- Microserica quinquelamellata
- Microserica quiquefoliata
- Microserica raapi
- Microserica roeri
- Microserica rufolutea
- Microserica samarana
- Microserica sandakana
- Microserica sanguineicollis
- Microserica sarawakana
- Microserica schawalleri
- Microserica schulzei
- Microserica semitecta
- Microserica semperi
- Microserica septemflabellata
- Microserica seticeps
- Microserica sexflabellata
- Microserica sexlamellata
- Microserica shelfordi
- Microserica sibuyana
- Microserica sigillata
- Microserica simplex
- Microserica singalangia
- Microserica singaporeana
- Microserica sitoliensis
- Microserica soppongensis
- Microserica spilota
- Microserica splendida
- Microserica splendidula
- Microserica squamulata
- Microserica steelei
- Microserica stellata
- Microserica strigata
- Microserica strigosa
- Microserica striola
- Microserica suavidica
- Microserica tarsalis
- Microserica thagatana
- Microserica thai
- Microserica theodoroensis
- Microserica truncata
- Microserica varians
- Microserica variicollis
- Microserica variicornis
- Microserica virgata
- Microserica viridana
- Microserica viridicollis
- Microserica viridifrons
- Microserica vittigera
- Microserica vittipennis
- Microserica vulnerata
- Microserica zorni